# Dekanat Toruń III
Dekanat Toruń III – jeden z 24 dekanatów w rzymskokatolickiej diecezji toruńskiej.

## Historia
Dekanat toruński niegdyś należał do diecezji chełmińskiej z siedzibą w Pelplinie. Od 25 marca 1992 roku przynależy on do diecezji toruńskiej. Obecny kształt dekanat uzyskał na przełomie 2001 i 2002 roku po reorganizacji struktur diecezjalnych.

## Parafie
Lista parafii (stan z 10 listopada 2018):
| Lp | Miejscowość / parafia                   | Proboszcz / administrator           | Zdjęcie |
| -- | --------------------------------------- | ----------------------------------- | ------- |
| 1  | Grębocin św. Teresy od Dzieciątka Jezus | ks. kan. Dariusz Aniołkowski        |         |
| 2  | Lubicz Dolny św. Stanisława             | ks. kan. Stanisław Jarząbek-Machnij |         |
| 3  | Toruń bł. Matki Marii Karłowskiej       | ks. kan. Andrzej Ziegert            |         |
| 4  | Toruń Matki Bożej Nieustającej Pomocy   | ks. kan. Zbigniew Łukasik           |         |
| 5  | Toruń Podwyższenia Krzyża Świętego      | ks. kan. Grzegorz Leśniewski        |         |
| 6  | Toruń św. Maksymiliana Kolbego          | ks. kan. Zdzisław Syldatk           |         |
| 7  | Złotoria św. Wojciecha                  | ks. kan. Marian Wróblewski          |         |